# Hugh Nelson (Politiker, 1830)

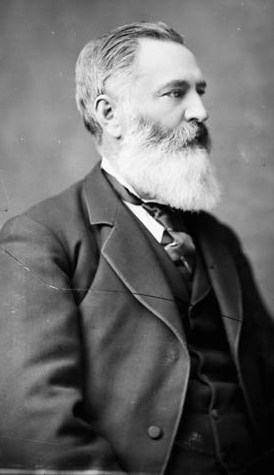
Hugh Nelson

Hugh Nelson (* 25. Mai 1830 in Larne, County Antrim, Irland; † 3. März 1893 in London, England) war ein kanadischer Politiker. Von 1871 bis 1874 war er Abgeordneter des Unterhauses, von 1879 bis 1887 vertrat er British Columbia im Senat, danach war er bis 1892 der vierte Vizegouverneur dieser Provinz.

## Biografie
Nelson wanderte 1854 nach Kalifornien aus, wo er als Buchhalter arbeitete. 1858 gelangte er während des Fraser-Canyon-Goldrauschs nach British Columbia. Er ging jedoch nicht wie die meisten Neuankömmlinge auf Goldsuche, sondern wurde im Transportgewerbe tätig. Nach dem Bau eines Warenhauses in Yale gründete er 1862 das Unternehmen British Columbia and Victoria Express, das zwischen Victoria, Yale und Lillooet Waren- und Posttransporte durchführte. 1867 verkaufte er sein Transportunternehmen und stieg in die Holzverarbeitungsbranche ein. Bis 1882 führte er ein Sägewerk am Nordufer des Burrard Inlet, auf dem Gebiet der heutigen Stadt North Vancouver.
1868 schloss sich Nelson der Confederation League von Amor De Cosmos an, die sich für den Beitritt von British Columbia zur Kanadischen Konföderation einsetzte. Ab 1870 gehörte er dem Legislativrat von British Columbia, nach dem Beitritt zu Kanada vertrat er ab Oktober 1871 im kanadischen Unterhaus den Wahlbezirk New Westminster. Dem Vertreter der Liberal-konservativen Partei gelang es, bei der Unterhauswahl 1872 den Sitz zu verteidigen. Nach Auffliegen des Pacific-Skandals verzichtete er 1874 auf eine Wiederwahl.
Premierminister John Macdonald ernannte Nelson im Dezember 1879 zum Senator. Gemäß der Empfehlung des Premierministers vereidigte ihn Generalgouverneur Lord Lansdowne am 18. März 1887 als Vizegouverneur. Dieses repräsentative Amt übte Nelson bis zum 9. November 1892 aus. Er zog daraufhin nach London, wo er wenige Monate später starb.
Nach ihm wurde die Stadt Nelson am Kootenay River benannt.